# Кузьмино (Куньїнський район)
Кузьмино (рос. Кузьмино) — присілок в Куньїнському районі Псковської області Російської Федерації.
Населення становить 2 особи. Входить до складу муніципального утворення Пухновська волость.

## Історія
Від 2015 року входить до складу муніципального утворення Пухновська волость.

## Населення
| 2001 | 2002 | 2010 |
| ---- | ---- | ---- |
| 8    | ↘6   | ↘2   |